# قصر كورش
قصر كورش (بالفارسية: کاخ کوروش) هو قصر تاريخي يعود إلى عصر أخمينيون، ويقع في برازجان.